# Adriana Roel
Adriana Roel (Monterrey, 5 de julho de 1934 – 4 de agosto de 2022) foi uma atriz mexicana.

## Filmografia

### Televisão
- Corazón que miente (2016) .... Celestina Salvatierra
- Mentir para vivir (2013) .... Paloma Aresti
- Amor sin maquillaje (2007)
- Rubí (2004) .... Hilda Méndez
- Amarte es mi pecado (2004) .... Gertrudis de Reyes
- Bajo la misma piel (2003) .... Blanca Rioja
- Atrévete a olvidarme (2001) .... Evarista
- Huracán (1997) .... Esperanza Ibarrola de Villarreal
- Si Dios me quita la vida (1995) .... Fedora Foscari
- Al filo de la muerte (1991) .... Laura
- El extraño retorno de Diana Salazar (1988) .... Delfina García de Salazar
- Tiempo de amar (1987) .... Mercedes
- Juana Iris (1985) .... Virtudes
- Por amor (1982) .... Mercedes
- Vanessa (1982) .... Claudia de Saint-Germain
- Al salir el sol (1980)
- Caminemos (1980) .... Miriam
- Añoranza (1979)
- Viviana (1978) .... Delia
- Pequeñeces (1971) .... Elvira Covarrubias de Téllez
- El dios de barro (1970)
- Detrás del muro (1967)
- El usurpador (1967)
- Lo prohibido (1967)
- El despertar (1966)
- San Martín de Porres (1964) .... Juana de Porres
- Vidas cruzadas (1963)
- Agonía de amor (1963)
- Mujercitas (1962)
- Cuatro en la trampa (1960)
- Espejo de sombras (1960)

### Cinema
- No quiero dormir sola (2013) .... Dolores
- Amor letra por letra (2008)
- Crónica de un desayuno (1999)
- Mina (1992)
- De muerte natural (1996) .... Esperanza
- El diablo y la dama (1984)
- La seducción (1981)
- Anacrusa (1979)
- Flores de papel (1978)
- Alucarda, la hija de las tinieblas (1978) .... Hermana Germana
- Renuncia por motivos de salud (1975) .... Silvia
- Diamantes, oro y amor (1973)
- Kaliman, el hombre increíble (1972) .... Alice
- Fin de fiesta (1972) .... Marta
- Rubí (1970) .... Eloísa
- Gregorio y su ángel (1970)
- El hijo pródigo (1969) .... Rosalba
- Veinticuatro horas de vida (1968)
- El caudillo (1968)
- La endemoniada (1968)
- Sor Ye-Yé (1968)
- La chamuscada (1967)
- Seis días para morir (1967)
- Serenata en noche de luna (1967)
- El planeta de las mujeres invasoras (1967) .... Silvia
- El derecho de nacer (1966)
- El alazán y el rosillo (1966)
- Gigantes planetarios (1965) .... Silvia
- La loba (1965) .... Alicia Fernández
- Viva María! (1965)  .... Janine
- Un hombre en la trampa (1965)
- El asesino invisible (1964)
- Me llaman el cantaclaro (1964)
- Furia en el Edén (1964)
- Cri Cri el grillito cantor (1963) .... Chacha Adulta
- Días de otoño (1962) .... Alicia
- Me dicen el consentido (1962)
- La entrega de Chucho el Roto (1962)
- La captura de Chucho el Roto (1961)
- Aventuras de Chucho el Roto (1961)
- Los jóvenes (1961)
- Chucho el Roto (1960)
- La cigüeña dijo sí (1960)
- El misterio de la cobra (1960)
- Escuela de verano (1959)
- Gutierritos (1959)
- Mi esposa me comprende (1959)

## Prêmios e indicações

### TV e Novelas
| Ano  | Categoria              | Telenovela                          | Resultado |
| ---- | ---------------------- | ----------------------------------- | --------- |
| 1989 | Melhor atriz principal | El extraño retorno de Diana Salazar | Indicado  |

### Ariel
| Ano  | Categoria                  | Película                      | Resultado |
| ---- | -------------------------- | ----------------------------- | --------- |
| 1979 | Melhor atriz               | Anacrusa                      | Venceu    |
| 1977 | Melhor co-atuação feminina | Renuncia por motivos de salud | Indicado  |